# Estación de Aimé Césaire
La estación de Aimé Césaire es una estación de la línea 12 del Metro de París situada en Aubervilliers.

## Historia
La estación fue inaugurada el 31 de mayo de 2022,